# Сеченьи, Эммерих
Граф Эммерих (Имре) Сеченьи (нем. Emmerich Széchényi; 15 февраля 1825, Вена — 11 марта 1898, Будапешт) — глава австрийской дипломатической миссии в России (1858—59), кавалер ордена Золотого руна (1892).

## Биография
Выходец из венгерского магнатского рода Сеченьи. Родился в 1825 году в Вене. Был внуком графа Франца (Ференца) Сеченьи (1754—1820) — крупного мецената, основателя венгерской Национальной библиотеки Сеченьи и Венгерского национального музея. 
Окончив частную школу и юридическую академию в Прессбурге (Братислава), поступил на австрийскую дипломатическую службу (1844). Служил в качестве поверенного в делах в Стокгольме (1848–1850) и в Санкт-Петербурге (1854–1860). В обоих случаях часть срока являлся главой австрийской дипломатической миссии: в Стокгольме в 1849—50, в Санкт-Петербурге в 1858—59 годах.
В 1860 году был отправлен австрийским послом в Королевство Обеих Сицилий (со столицей в Неаполе), которое в результате Рисорджименто находилось в процессе распада. Сеченьи последовал за королем Франциском II сначала в Гаэту, осаждённую сторонниками объединения Италии, а затем в изгнание в Рим. Только в 1864 году, когда стало ясно что Королевство Обеих Сицилий не будет восстановлено, он был отозван в Австрию.
В 1878 году Сеченьи, который был знаком с Бисмарком со времён своей прежней дипломатической службы, был назначен послом Австрии в Германской империи и занимал этот пост около 14 лет. В 1892 году он вышел в отставку по возрасту и вернулся на родину. При отставке, за многолетнюю успешную дипломатическую деятельность, был награждён императором Францем Иосифом I орденом Золотого руна.
Скончался в 1898 году в Будапеште.
Сеченьи был меломаном и композитором-любителем, одним из друзей и покровителей Ференца Листа, венгра по происхождению.